# Richard Coulter
Richard Coulter (* März 1788 im Westmoreland County, Pennsylvania; † 21. April 1852 in Greensburg, Pennsylvania) war ein US-amerikanischer Politiker. Zwischen 1827 und 1835 vertrat er den Bundesstaat Pennsylvania im US-Repräsentantenhaus.

## Werdegang
Richard Coulter besuchte das Jefferson College in Washington (Pennsylvania). Nach einem anschließenden Jurastudium und seiner 1811 erfolgten Zulassung als Rechtsanwalt begann er in Greensburg in diesem Beruf zu arbeiten. Zwischen 1816 und 1820 saß er als Abgeordneter im Repräsentantenhaus von Pennsylvania. In den 1820er Jahren schloss er sich der Bewegung um den späteren Präsidenten Andrew Jackson an und wurde Mitglied der von diesem 1828 gegründeten Demokratischen Partei.
Bei den Kongresswahlen des Jahres 1826 wurde Coulter im 17. Wahlbezirk von Pennsylvania in das US-Repräsentantenhaus in Washington, D.C. gewählt, wo er am 4. März 1827 die Nachfolge von George Plumer antrat. Nach drei Wiederwahlen konnte er bis zum 3. März 1835 vier Legislaturperioden im Kongress absolvieren. Ab 1833 vertrat er dort den 19. Distrikt seines Staates. Seit dem Amtsantritt von Präsident Jackson im Jahr 1829 wurde innerhalb und außerhalb des Kongresses heftig über dessen Politik diskutiert. Dabei ging es um die umstrittene Durchsetzung des Indian Removal Act, den Konflikt mit dem Staat South Carolina, der in der Nullifikationskrise gipfelte, und die Bankenpolitik des Präsidenten.
Im Jahr 1834 wurde Coulter nicht wiedergewählt. Seit 1846 bis zu seinem Tod am 21. April 1852 in Greensburg war er Richter am Supreme Court of Pennsylvania.